# Stavseng
Stavseng est une localité du comté de Nordland, en Norvège.

## Géographie
Administrativement, Stavseng fait partie de la kommune de Dønna.